# WGCZ
Webgroup Czech Republic a.s., ibland omnämnt som Webgroup och tidigare känt under namnet WGCZ s.r.o., är ett holdingbolag baserat i Prag i Tjeckien. Det kontrollerar flera av de största distributionsplattformarna för pornografi, inklusive XVideos och XNXX. Dessutom äger man (2022) produktionsbolag och pornografiska tidskrifter som Private Media Group, Bang Bros och Penthouse.

## Historia
WGCZ grundades och leddes 2022 fortfarande av Stéphane Michaël Pacaud, fransman som omlokaliserat sin affärsverksamhet till Tjeckien.

XVideos, den största verksamheten inom WGCZ.

Bolaget inkorporerades 2014 men har rötter tillbaka till åtminstone 2012, då man varumärkesskyddade XVideos i USA. Motsvarande varumärkesskydd för systerplattformen XNXX gjordes året efter. Varumärket XVideos hade första gången använts 2006.

### Expansion och verksamhet
Under 2010-talet har bolaget gynnats av den stora konsumtionsförändringen i den pornografiska branschen, där Youtube-liknande reklamfinansierade videoplattformar blivit normen i en miljö där allt mer pornografi konsumeras på smartmobiler och surfplattor. De korta utdragen ur porrfilmer som med få begränsningar läggs upp i stor mängd på dessa plattformar är anpassade till en konsumtionsmönster där korta filmer konsumeras i samband med onani och där själva storleken på de – ofta illegalt – aggregerade videosamlingarna bygger ett stort utbud som driver samman miljoner av återkommande tittare. Den största konkurrenten till WGCZ är Aylo (tidigare Mindgeek), och båda företagen har rötter till det sena 00-talets ökade tillgång till bredband.
Bolaget köpte sent 2019 Private Media Group, en europeisk utgivare förknippad med tidningen med samma namn. Då ägde man redan DDF Network, det största pornografiska produktionsbolaget i Ungern, och Legal Porno (senare namnbytt till Anal Vids), en av de största produktionsstudiorna i Europa. Året innan hade man köpt moderbolaget till tidningen Penthouse för 11,2 miljoner US-dollar.
Till skillnad från Mindgeek ägnar sig WGCZ inte åt produktion av olika webbportaler kring pornografi. Man köper istället bolag och låter dessa därefter hanteras på lokal nivå. Tillsammans med Mindgeek har man tagit över en stor del av de medelstora producenterna inom branschen, medan många mindre bolag köpts upp av den internationella porrbranschens tredje största gruppering – kanadensiska Gamma Entertainment.

### Rättsfall
2021 var bolaget inblandat som kritisk röst emot den föreslagna Online Safety Act, en tänkt brittisk lagstiftning som ska göra videoplattformar lagligen ansvariga för "skadligt innehåll" och möjliga att bötfälla med upp till 10 procent av bolagets omsättning. Lagförslaget har på andra håll kritiserats som ett hot mot demokratin och yttrandefriheten.
Samma år blev WGCZ stämt i ett amerikanskt gruppåtal av National Center on Sexual Exploitation (NCOSE), en organisation som är del av anti-pornografilobbyn. Stämningen gällde WGCZ:s påstådda distribution av barnpornografi och annat olagligt material.